# Секретарёв, Александр Фролович
Александр Фролович Секретарёв (1958—1988) — фотокорреспондент газеты «Известия», погибший при исполнении служебного долга в Афганистане.

## Биография
Выпускник МЭИ (1980), работал в «Дальэлектропередаче»; самостоятельно увлекся фотографией, внештатный корреспондент «Московского комсомольца» (приблизительно с 1981, позднее некоторое время в штате), работал в газетах «Московская правда», «Комсомольская правда», «Известия» (1986—1988).
Участник конкурсов и выставок профессиональных фотографов. Работал на Камчатке, в Прибалтике, на Урале.
4 мая 1988 года А. Ф. Секретарёв погиб от ранений, полученных на броне бронетранспортёра от разрыва гранаты при обстреле колонны близ перевала Саланг в Афганистане. Одновременно тяжёлые ранения получил находившийся рядом с ним корреспондент Сергей Севрук (12.5.1954—1.9.1997).
Был похоронен в Москве на Востряковском кладбище.

### Семья
- Отец — Фрол Павлович Секретарёв, офицер Советской Армии (по другим сведениям — НКВД).
- Мать — Мария Кузьминична (ум. 11. 11. 1988).
- Жена (1977) — Ольга (род. 1954).
- Дети — Иван (род. 1978), фотокорреспондент московского бюро агентства «Ассошиэйтед Пресс»; Никита (род. 1982).

## Память
- Имя А. Ф. Секретарёва присвоено Молодёжному Информационному Центру в городе Орехово-Зуево.
- В 1988 году режиссёром Н. Соловьёвой был снят фильм под названием «Долг» про Александра Фроловича Секретарева. Фильм снимался на студии ЦСДФ (РЦСДФ).
- Имя А. Ф. Секретарёева среди прочих имен выгравировано на мемориале погибшим журналистам в Newseum — музее новостей в Washington D.C., USA

## Награды

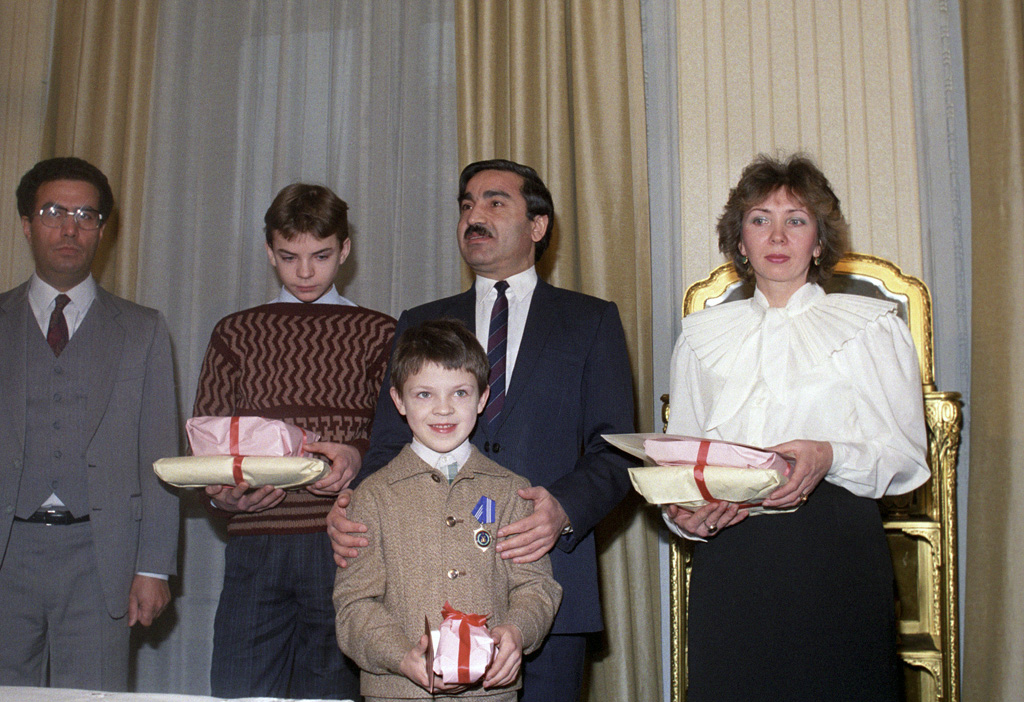
Вручение ордена Славы Республики Афганистан семье А. Ф. Секретарёва

- орден Красного Знамени (указ Президиума Верховного Совета СССР от 6. 06.1988, № 9062 — посмертно)
- медаль имени Юлиуса Фучика (08.09.1988 — посмертно)
- премия Ленинского комсомола (1988 — посмертно)
- Международная журналистская премия